# Oscar Shumsky
Oscar Shumsky (Filadèlfia (Pennsilvània), 23 de març, 1917 - Rye (Nova York), 24 de juliol, 2000), a  va ser un violinista i pedagog musical nord-americà.
Era fill d'immigrants russos tocava el violí des de la primera infància i sovint actuava amb el pianista i director d'orquestra Ernest Schelling. Als vuit anys, per invitació de Leopold Stokowski, va tocar la Fantasia per a violí i orquestra de Josef Suk amb l'Orquestra de Filadèlfia. El 1925 va ingressar al Curtis Institute of Music, on el seu professor va ser Leopold Auer i, després de la mort d'aquest, fou Efrem Zimbalist.
Després d'un viatge a Europa, Arturo Toscanini el va portar a l'Orquestra Simfònica de la NBC el 1939, on va ser membre fins al 1942. Al mateix temps es va convertir en primer violinista del Primrose Quartet (amb William Primrose, Josef Gingold i Harvey Shapiro). Durant la Segona Guerra Mundial, Shumsky va servir a la Marina dels EUA, després de la qual va reprendre la seva carrera com a solista de violí. Va fer enregistraments d'estudi amb la RCA Victor Symphony Orchestra i la Columbia Symphony Orchestra i va aparèixer a la ràdio, sovint acompanyat pel pianista Earl Wild. Al costat de Glenn Gould i Leonard Rose, va ser codirector del Festival de Stratford a Toronto des de 1959.
Des del 1953 Shumsky va ensenyar a la Juilliard School de Nova York, del 1961 al 1965 al Curtis Institute i del 1975 al 1981 a la Universitat Yale. Entre els seus estudiants hi ha Steven Staryk, Kathleen Lenski, Elliot Chapo, Ida Kavafian, Eugene Drucker i Philip Setzer. El seu fill Eric Shumsky també es va fer conegut com a violinista.